# Келіменешті
Келіменешті (Келіменешть) (рум. Călimăneşti) — місто в Румунії, у повіті Вилча. Бальнеологічний курорт в долині річки Олт у передгір'ї Південних Карпат. Населення — 8 923 осіб (2002). Площа — 104,5 км².

## Клімат та мінеральні води
Клімат м'який, помірно вологий, опадів близько 700 мм на рік. Середньорічна температура 9,7 °C.
Відомо близько 30 мінеральних джерел. Вода більшості із них відноситься до хлоридно-натрієвого типу і містить сірководень (від 1,1 до 88 мг/л). Температура води 10-15°С. Є також слабомінералізовані джерела гідрокарбонатно-хлоридно-натрієвого і гідрокарбонатно-сульфатно-кальцієво-натрієво-магнієвого типу. Вода використовується для питного лікування, ванн, інгаляцій, зрошувань тощо.
Курорт засновано 1887 року. Лікування хворих із захворюваннями органів травлення, нирок і сечовивідних шляхів, обміну речовин, органів руху і опори, порушеннями периферичного кровообігу і гінекологічними хворобами.

## Історія курорту
Джерела курорту відомі з часів даків та римлян. У північній частині і донині збереглись залишки терм, побудованих у добу імператора Адріана (117-138), де використовувались сіркові термальні води.
У різні часи тут бували Матей Басараб — правитель Румунської держави (1632-1654), Александр Голеску-Албул, революціонер 1848 року, Михайло Когельничану (прем'єр-міністр 1863-1865), Наполеон Третій — імператор Франції (1852-1870), Еміль Луберт — президент Франції (1899-1906).
Мінеральні води цього курорту біли нагороджені на міжнародних виставках в відні 1873 та Брюселі 1893 рр., де джерело Качулата №1 було нагороджено найвищою премією та золотою медаллю.